# Bill Campbell
Bill Campbell (Highland Park, Michigan; 9 de agosto de 1948 – Palatine, Illinois; 6 de enero de 2023) fue un beisbolista estadounidense que jugaba en la posición de pitcher en 15 temporadas con seis equipos de la MLB y fue a un Juego de Estrellas de las Grandes Ligas de Béisbol.

## Biografía
Nació en Míchigan pero creció en California. A nivel colegial jugó para los Mt. San Antonio Mounties antes de enrolarse en el Ejército de los Estados Unidos en 1968, donde cumplió la función de radio-operador durante la Guerra de Vietnam. Fue dado de baja del ejército en 1970.
En 1971 fue firmado como agente libre por los Minnesota Twins como parte de su equipo Filial A de Wisconsin Rapids. Dos años después pasó a la Filia AA de Charlotte y más tarde al Filial AAA de Tacoma, siendo llamado al primer equipo en julio.
Debutó el 14 de julio de 1973 reemplazando a Jim Kaat en la que lanzó una entrada permitinedo un hit sin carreras ante Cleveland Indians con dos ponches. Terminó con récord de 3-3, efectividad de 3.18 en 28 partidos como relevista. En 1974 lanzó en 63 partidos, todos de relevista con récord de 8-7, 2.62 de efectividad y 19 salvamentos. En 1975 se lesionaría el brazo durante el entrenamiento de primavera luego de que su brazo fuera forzado para tener la transición de relevista a abridor. Terminaría la temporada con marca de 4-6 con cinco salvamentos y efectividad de 3.79.
En 1976 el mánager Gene Mauch lo nombraría el cerrador oficial, donde participaría en 78 partidos con récord de 17-5, efectividad de 3.07 y 20 salvamentos, con lo que finalizó en séptimo lugar en la votación para el Premio Cy Young y octavo en la lista del Jugador Más Valioso.
Se convertiría en agente libre al finalizar la temporada de 1976 y firma un contrato por cuatro temporadas con los Boston Red Sox, terminando con récord de 13-9, efectividad de 2.96 y 31 salvamentos en su primera temporada, en la cual fue elegido al juegos de estrellas y ganó el premio al cerrador del año y relevista del año, siendo el primer pitcher de la Liga Americana en conseguirlo y el primer pitcher en geneeral en ganar ambos premios en la misma temporada.
En 1978 volvería a tener problemas con el brazo y no funcionó igual como en los dos años previos. En 1982 firmaría con los Chicago Cubs, y el 26 de marzo de 1984 sería traspasado a los Philadelphia Phillies a cambio de Gary Matthews, Porfi Altamirano y Bob Dernier. El 6 de abril de 1985 sería traspasado a los St Louis Cardinals junto a Iván DeJesús a cambio de Dave Rucker. Fue dejado en libertad al final de la temporada de 1985 y firmó con los Detroit Tigers para la temporada de 1986. En 1987 firma con los Montreal Expos pero sería dejado en libertad en mayo de ese año.

## Tras el retiro
Al dejar la MLB pasaría a jugar en la Senior Professional Baseball Association. Según artículos de 1987 estafó con un podcast por la agencia de deportes LaRue Harcourt por 800000. $ Se mantuvo en el deporte y estuvo en el cuerpo de entrenadores de los Milwaukee Brewers en 1999. Se retiraría en Chicago, Illinois, trabajó como entrenador en los Boston Red Sox y fue entrenador voluntario en las ligas pequeñas.
Murió el 6 de enero de 2023 por complicaciones con el cáncer en un hospicio en Chicago, Illinois.